# Stavros Lambrinidis

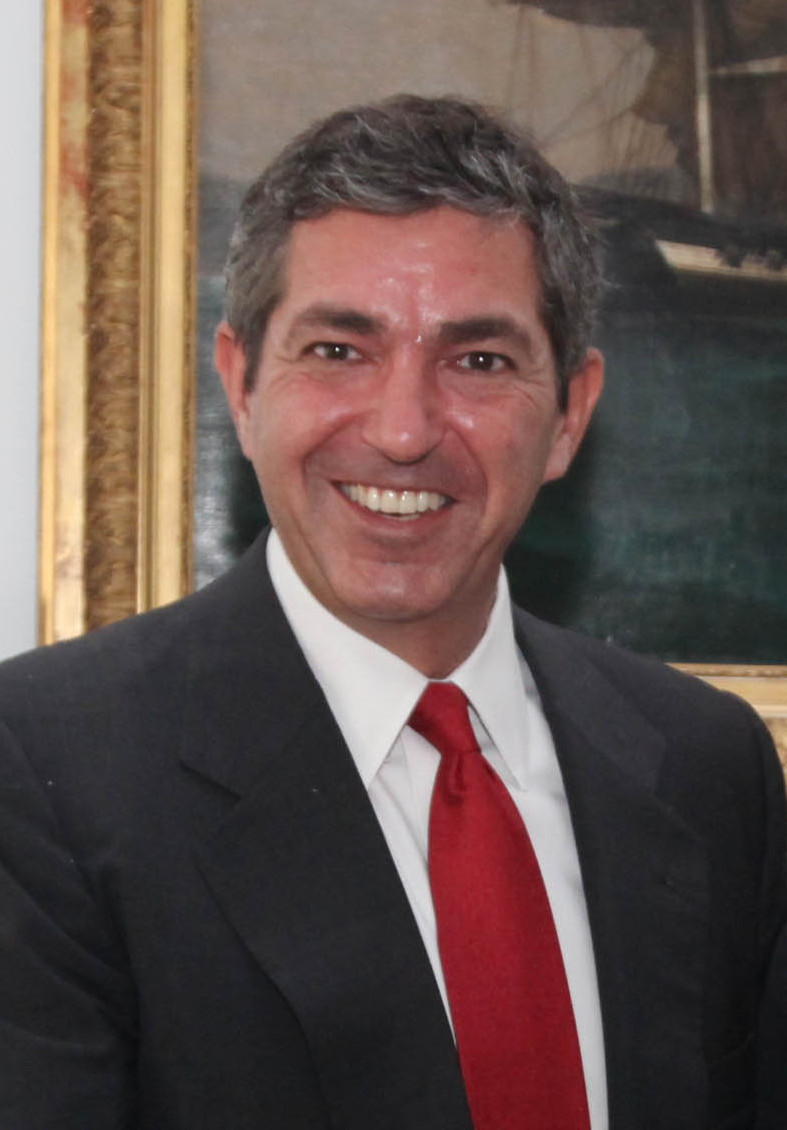
Stavros Lambrinidis, 2011

Stavros Lambrinidis (griechisch Σταύρος Λαμπρινίδης, * 6. Februar 1962 in Athen) ist ein griechischer Politiker der sozialdemokratischen Partei PASOK. Er war vom 17. Juni bis 11. November 2011 Außenminister Griechenlands. Von Juli 2012 bis Februar 2019 war er der EU-Sonderbeauftragte für Menschenrechte. Von März 2019 bis Dezember 2023 leitete er als Botschafter die Delegation der Europäischen Union in den Vereinigten Staaten. Seit Januar 2024 ist er Leiter der Delegation der Europäischen Union bei den Vereinten Nationen.

## Leben
Stavros Lambrinidis schloss 1984 sein Studium der Politikwissenschaft und der Finanzwissenschaft am Amherst College mit dem Bachelor-Titel ab. Anschließend promovierte er 1988 an der Yale Law School in Rechtswissenschaft und arbeitete von 1988 bis 1993 bei der Kanzlei Wilmer, Cutler & Pickering in Washington, D.C. 1988 leitete er als Chefredakteur die juristische Zeitschrift The Yale Journal of International Law. 1990 war er Vorsitzender des Ausschusses für Menschenrechte im Rechtsanwaltsverband von Washington.
Ab 1994 war Lambrinidis Sonderberater des griechischen Staatssekretärs für auswärtige Angelegenheiten, später auch des Bildungsministers Giorgos Papandreou. 1996 wurde er vorübergehend Stabsleiter des Außenministers Theodoros Pangalos und noch im gleichen Jahr Generalsekretär für Auslandsgriechen im Außenministerium. Dieses Amt hatte er bis 1999 inne, in derselben Zeit war er auch Mitglied im Ausschuss für Auslandsgriechen der PASOK.
Von 1999 bis 2004 hatte Lambrinidis den Titel eines Sonderbotschafters Griechenlands und leitete von 2000 bis 2004 als Generaldirektor das Internationale Zentrum für Olympische Waffenruhe, ein Organ des Internationalen Olympischen Komitees, in der Vorbereitungszeit der Olympischen Spiele in Athen 2004. Von 1998 bis 2004 übte Lambrinidis zudem verschiedene Gastprofessuren an der Internationalen Olympischen Akademie, der Diplomatischen Akademie Griechenlands und der griechischen Polizeiakademie aus.
Bei der Europawahl 2004 erreichte Lambrinidis für die PASOK einen Sitz im Europäischen Parlament. Hier schloss er sich der sozialdemokratischen Fraktion an und war stellvertretender Vorsitzender im Ausschuss für bürgerliche Freiheiten, Justiz und Inneres. Bei der Europawahl in Griechenland 2009 kandidierte Lambrinidis auf dem dritten Platz der PASOK-Liste und zog erneut ins Parlament ein. Hier wurde er nun zu einem der vierzehn Vizepräsidenten des Parlaments ernannt. Zudem ist er Vizepräsident der Sozialdemokratischen Partei Europas.
Als Europaparlamentarier setzte sich Lambrinidis unter anderem für mehr Datenschutz im Internet ein und kritisierte das Antipiraterie-Abkommen ACTA, durch das indirekt Internetsperren ermöglicht werden könnten.
Im Juni 2011 wurde Lambrinidis bei einer Kabinettsumbildung zum griechischen Außenminister ernannt. Er löste dabei Dimitris Droutsas ab, der seinerseits Lambrinidis’ Sitz im Europäischen Parlament übernahm. Nach dem Rücktritt des Ministerpräsidenten Giorgos Andrea Papandreou und Bildung einer neuen Regierung unter Loukas Papadimos folgte ihm Stavros Dimas als Außenminister.
Von Juli 2012 bis Februar 2019 wae Lambrinidis der EU-Sonderbeauftragte für Menschenrechte. Er ist der erste Sonderbeauftragte, der nicht für eine Region, sondern für ein Themengebiet zuständig ist. Von März 2019 bis Dezember 2023 leitete er als Botschafter die Delegation der Europäischen Union in den Vereinigten Staaten. Seit Januar 2024 ist er Leiter der Delegation der Europäischen Union (EU-Botschafter) bei den Vereinten Nationen in New York.

## Auszeichnungen
Stavros Lambrinidis wurde 1999 zum Ehrendoktor des Instituts für Humanistische Studien der Nationalen Universität Donezk ernannt.